# Новочувашский
 Новочувашский (чув.Чăвашел) — поселок в Зеленодольском районе Татарстана. Входит в состав Новопольского сельского поселения.

## География
Находится в западной части Татарстана на расстоянии приблизительно 8 км по прямой на восток по прямой от районного центра города Зеленодольск вблизи автомагистрали Казань-Нижний Новгород.

## История
Основан в 1898 году.

## Население
Постоянных жителей было: 
в 1920—133
в 1926—122
в 1938—175
в 1949—100
в 1958—256
в 1970—107
в 1979—229
в 1989 −155
в 2002 — 97 (русские 35 %, чуваши 59 %)
в 2010 - 120